# Durrani
Durrani (pers. ‏درانی‎) lub Abdali (pers. ‏ابدالی‎) – jedno z dwóch największych plemion pasztuńskich w Afganistanie, również w zachodnim Pakistanie. Szacuje się, że stanowią około 20% populacji Afganistanu, czyli około 7 milionów, 1–2 milionów w Pakistanie oraz setki tysięcy w północno-wschodnim Iranie. Nazwa Durrani pochodzi od perskiego durr-i durran, „perła pereł”.